# Валонієві

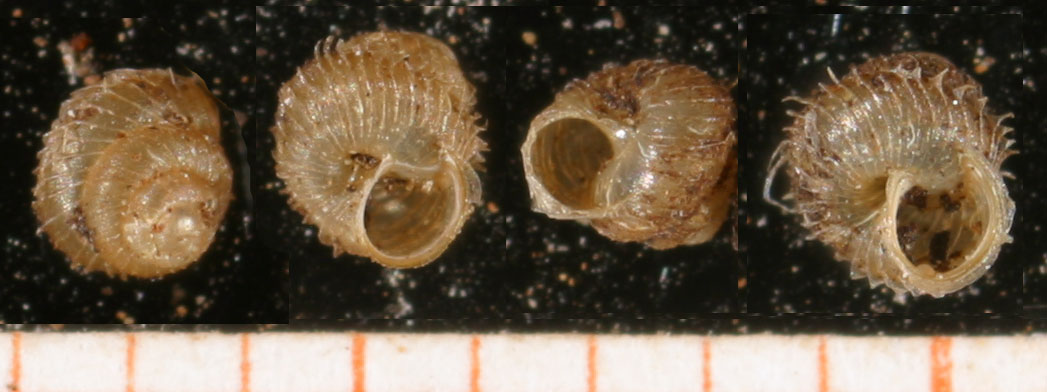
Чотири мушлі '

Валонієві (Valloniidae) — таксономічна родина дрібних наземних равликів, що дихають повітрям, наземних легеневих черевоногих молюсків із надродини Pupilloidea.

## Хромосоми
У цій родині кількість гаплоїдних хромосом становить від 26 до 30.

## Таксономія
Родина Valloniidae не має підродин (згідно з таксономією Gastropoda Bouchet & Rocroi, 2005).

## Роди
Роди родини Valloniidae включають:
- † Acanthopupa Wenz in Fischer & Wenz, 1914
- † Esuinella Harzhauser, Neubauer & Georgopoulou in Harzhauser et al., 2014
- † Nanxiongospira Yü, 1977
- † Sexlamellospira Wang, 1982
- † Shanghuspira Yü, 1977

Підродина Acanthinulinae Steenberg, 1917
- Acanthinula Beck, 1847[1]
- Pupisoma(інші мови) Stoliczka, 1873
- Salpingoma(інші мови) F. Haas, 1937
- Spermodea(інші мови) Westerlund, 1902
- Zoogenetes(інші мови) Morse, 1864

Підродина Valloniinae Morse, 1864
- Gittenbergia(інші мови) Giusti, Castagnoli & Manganelli, 1985
- Plagyrona(інші мови) E. Gittenberger, 1977
- Planogyra(інші мови) Morse, 1864
- Vallonia(інші мови) Risso, 1826 — типовий[1]